# 永遠的邊境小鎮
《永遠的邊境小鎮》（英語：City on the Edge of Forever）是美国动画电视剧《南方公园》第二季的第七集，也是该剧的第20集，最初于1998年6月17日在美国喜剧中心频道播出。本集由该剧联合创作人特雷·帕克和南希·玛丽·皮门塔尔共同编剧，帕克执导。亨利·温克勒、杰·雷诺和布伦特·马斯伯格客串主演。在本集中，男孩们回忆起过去的经历，因为他们的校车被抛在悬崖边上摇摇欲坠。克拉布特里女士离开去寻求帮助，但在遇到一位名叫马库斯的卡车司机后，她忘记了孩子们，转而成为一名单口喜剧演员。

## 剧情
孩子们坐在校车上，沿着山口绕行。克拉布特里女士被孩子们分散了注意力，校车偏离了道路，差点坠落悬崖。她离开去寻求帮助，告诉孩子们不要离开校车，因为“一个可怕的大怪物”会吃掉他们。孩子们留在原地，回忆着过去的经历（其中有前几集的片段），尽管通常最后大家都会吃冰淇淋（新的动画片段也提到了这一点）。当一个穿着红衬衫的学生试图离开校车时，一个巨大的黑色怪物杀死了他，然后消失了；后来，黑色怪物又回来杀死了肯尼。
与此同时，克拉布特里女士遇到了一位名叫马库斯的卡车司机。他带她去了一家“胡萝卜头”正在表演的俱乐部，克拉布特里女士对他破口大骂，这番话深深地吸引了观众。马库斯带她去见了一位经纪人，经纪人觉得她很有趣，便聘请她做喜剧演员。这时，她已经忘记了要去救那些被困的孩子。她很快就辞职了，但她和马库斯仍然保持着亲密的关系。回到南方公园，麦奇老师让家长们相信他们的孩子离家出走了，于是他们写了一首歌并在电视上表演。孩子们在校车上看到电视上的这首歌，感到很尴尬。
凯尔纠正了卡特曼过去的经历，导致校车翻下悬崖，掉进了一个巨大的冰淇淋桶里。卡特曼突然意识到一切都毫无意义，醒来时发现自己躺在自己的床上。当他向母亲解释他的梦时，母亲给他吃了甲虫当早餐，还给他吃了冰淇淋。斯坦在自己的床上醒来，打电话给凯尔告诉他梦境。克拉布特里女士和马库斯坐在斯塔克池塘附近的一根圆木上——马库斯解释说这只是孩子的梦，但克拉布特里女士说她只想再享受一会儿这一刻。

## 文化参照
本集标题引用了《永恒边缘之城》（The City on the Edge of Forever），这是1967年《星际迷航：原初系列》一集的标题。本集本身的多个方面也戏仿了《星际迷航》。
克拉布特里女士举起一只（活的）兔子，威胁孩子们不安静就开枪打死它，这一幕也影射了1997年的动作片《空中监狱》。
孩子们的闪回中，有一段是《快乐的时光》里的方兹跳过一系列垃圾桶，这影射了第三季的两集剧集《无畏的方兹雷利》（Fearless Fonzarelli）。
其中一张丢失的海报上有麦考利·卡尔金，可能影射了前两部《小鬼当家》电影。
孩子们父母演唱的歌曲和视频是对著名歌曲《天下一家》（We Are the World）的戏仿。